# Edgar Schein
Edgar Henry Schein (5. března 1928 Curych – 26. ledna 2023 Palo Alto) byl americký obchodní teoretik a psycholog švýcarského původu, profesor na MIT Sloan School of Management. Byl zakladatelem oboru organizačního chování a významně přispěl k organizačnímu rozvoji v mnoha oblastech, včetně rozvoje kariéry, konzultací skupinových procesů a organizační kultury. Byl synem bývalého profesora Chicagské univerzity Marcela Scheina.

## Model organizační kultury

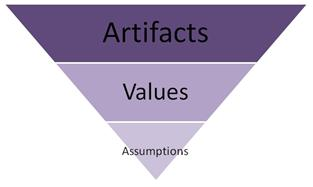
Ilustrace Scheinova modelu organizační kultury

Scheinův model organizační kultury vznikl v 80. letech 20. století. Schein (2004) identifikuje tři různé úrovně organizační kultury:
1. artefakty a chování
2. zastávané hodnoty
3. předpoklady

Tyto tři úrovně se vztahují k míře viditelnosti různých kulturních jevů pro pozorovatele.
- Mezi artefakty patří všechny hmatatelné, zjevné nebo slovně identifikovatelné prvky v jakékoli organizaci. Architektura, nábytek, dress code, kancelářské vtipy, to vše jsou příklady organizačních artefaktů. Artefakty jsou viditelné prvky kultury a mohou je poznat i lidé, kteří nejsou její součástí.
- Hlásané hodnoty jsou deklarované hodnoty a pravidla chování organizace. Je to způsob, jakým členové reprezentují organizaci jak sami před sebou, tak před ostatními. Často jsou vyjádřeny v oficiálních filozofiích a veřejných prohlášeních o identitě. Někdy může jít často o projekci do budoucna, o to, čím se členové doufají stát. Příkladem může být profesionalita zaměstnanců nebo mantra „rodina na prvním místě“. Problémy mohou nastat, pokud hodnoty zastávané vedoucími pracovníky nejsou v souladu s hlubšími tichými předpoklady kultury.[4]
- Sdílené základní předpoklady jsou hluboce zakořeněné, samozřejmé způsoby chování, které jsou obvykle nevědomé, ale tvoří podstatu kultury. Tyto předpoklady jsou obvykle tak dobře integrovány do dynamiky kanceláře, že je těžké je rozpoznat zevnitř.[5]

## Kariérní kotvy
Kariérní kotva je součástí toho, co člověk zjistí, když si ujasní svůj sebeobraz týkající se jeho (1) potřeb a motivů, (2) talentů a (3) hodnot, přičemž kotva je soubor potřeb, hodnot a talentů, kterých je člověk nejméně ochoten se vzdát, když je nucen se rozhodnout. Tento koncept je Scheinovým pokusem o reflexi celoživotního hledání každého člověka, který hledá sám sebe.
Scheinův původní výzkum z poloviny 70. let 20. století identifikoval pět možných skupin kariérních kotev: (1) autonomie/nezávislost, (2) jistota/stabilita, (3) technicko-funkční kompetence, (4) obecné manažerské kompetence a (5) podnikatelská kreativita. Následné studie z 80. let 20. století identifikovaly tři další konstrukty: (6) služba nebo oddanost věci, (7) čistá výzva a (8) životní styl.
Studie z roku 2008 rozlišuje mezi podnikavostí a kreativitou a vytváří devět možných konstruktů.

## Vzdělání
- Ph.D. ze sociální psychologie, Harvardova univerzita, 1952
- Master's degree, psychologie, Stanfordova univerzita, 1949
- PhB, bakalářský titul, Chicagská univerzita, 1947

## Publikace
- Coercive Persuasion: A Socio-psychological Analysis of the "Brainwashing" of American Civilian Prisoners by the Chinese Communists with Inge Schneier and Curtis H. Barker (1961) W. W. Norton & Company; ISBN 978-0393006131.[8][9]
- Professional Education: Some New Directions (1972) McGraw-Hill; ISBN 978-0070100428.[10]
- Career Dynamics: Matching Individual and Organizational Needs (1978) Addison-Wesley; ISBN 978-0201068344.[11]
- Organizational Psychology, 3rd Edition (1979) Pearson; ISBN 978-0136413325.[12]
- The Clinical Perspective in Field Work (1987) Sage University Papers Series on Qualitative Research Methods, Vol. 5.; ISBN 978-0803929753.[13]
- The Art of Managing Human Resources edited by Edgar H. Schein (1987) Oxford University Press; ISBN 978-0195048827.[14]
- Strategic Pragmatism: The Culture of Singapore's Economic Development Board (1996) MIT Press; ISBN 978-0262534048.[15][16]
- Process Consultation Revisited: Building the Helping Relationship (1998) Addison-Wesley Longman; ISBN 978-0201345964.[17]
- DEC Is Dead, Long Live DEC: The Lasting Legacy of Digital Equipment Corporation with Peter S. DeLisi, Paul J. Kampas, and Michael M. Sonduck (2004) Berrett-Koehler Publishers; ISBN 978-1576753057.[15][18]
- Procesadvisering: Over De Ondersteunende Rol Van De Adviseur En De Samenwerking Tussen Adviseur En Client (2005) Academic Service; ISBN 978-9052615318.[19]
- Helping: How to Offer, Give, and Receive Help (2011) Berrett-Koehler Publishers; ISBN 978-1605098562.[15][20]
- Career Anchors: The Changing Nature of Careers Self Assessment, 4th Edition with John VanMaanen (2013) Wiley; ISBN 978-1118455760.[15][21]
- Organizational Psychology Then and Now: Some Observations. Annual Review of Organizational Psychology and Organizational Behavior, Vol. 2., pp. 1-19 (2015).[22]
- Dialogic Organization Development: The Theory and Practice of Transformational Change edited by Gervase R. Bushe & Robert J. Marshak, foreword Edgar Schein (2015) Berrett-Koehler Publishers; ISBN 978-1626564046.[23]
- Becoming American: My First Learning Journey (2016) iUniverse; ISBN 978-1491789858.[15][24]
- Humble Consulting: How to Provide Real Help Faster (2016) Berrett-Koehler Publishers; ISBN 978-1626567207.[15][25]
- Organizational Culture and Leadership, 5th Edition with Peter A. Schein (2016) Wiley; ISBN 978-1119212041.[15][26]
- Humble Leadership: The Power of Relationships, Openness, and Trust with Peter A. Schein (2018) Berrett-Koehler Publishers; ISBN 978-1523095384.[15][27]
- The Corporate Culture Survival Guide, 3rd Edition with Peter A. Schein (2019) Wiley; ISBN 978-1119212287.[15][28]
- Humble Inquiry: The Gentle Art of Asking Instead of Telling, 2nd Edition with Peter A. Schein (2021) Berrett-Koehler Publishers; ISBN 978-1523092628.[15][29]

## Ocenění a vyznamenání
Awards
- Cena za celoživotní přínos v oblasti vzdělávání a výkonu na pracovišti udělovaná Americkou společností pro vzdělávání a rozvoj, 3. února 2000.
- Everett Cherrington Hughes Award for Career Scholarship, Careers Division of the Academy of Management, 8. srpna 2000.
- Marion Gislason Award for Leadership in Executive Development, Boston University School of Management Executive Development Roundtable, 11. prosince 2002
- Ocenění Distinguished Scholar-Practitioner Award of the Academy of Management, 2009.
- Cena za celoživotní úspěch udělovaná Mezinárodní asociací pro leadership, 2012
- Čestný doktorát IEDC Bled School of Management ve Slovinsku, 2012

Profesní
- Člen Americké psychologické asociace
- Člen Akademie managementu

Člen správní rady
- Poradní sbor, Institute of Nuclear Power Operations
- Člen představenstva, Massachusetts Audubon Society
- Člen představenstva, Bostonská lyrická opera